# Леонидов, Максим Леонидович
Макси́м Леони́дович Леони́дов (род. 13 февраля 1962, Ленинград) — советский, российский и израильский музыкант, певец, актёр театра и кино, автор песен и телеведущий. Известен как один из основателей и участник бит-квартета «Секрет», а впоследствии и как сольный исполнитель.

## Биография

### Ранние годы
Родился в еврейской семье актёров Ленинградского академического театра комедии, заслуженных артистов РСФСР Людмилы Александровны Люлько (10 июля 1923 — 25 октября 1967) и одного из зачинателей знаменитых капустников Леонида Ефимовича Леонидова (настоящая фамилия Шапиро; 27 марта 1927 — 30 апреля 1996).
В 1979 году окончил Хоровое училище имени М. И. Глинки при Ленинградской государственной академической капелле.
В 1983 году окончил ЛГИТМиК, курс Аркадия Кацмана и Льва Додина. Служил в армии — в Ансамбле песни и пляски Ленинградского военного округа, вместе с Николаем Фоменко и Евгением Олешевым.

### Карьера

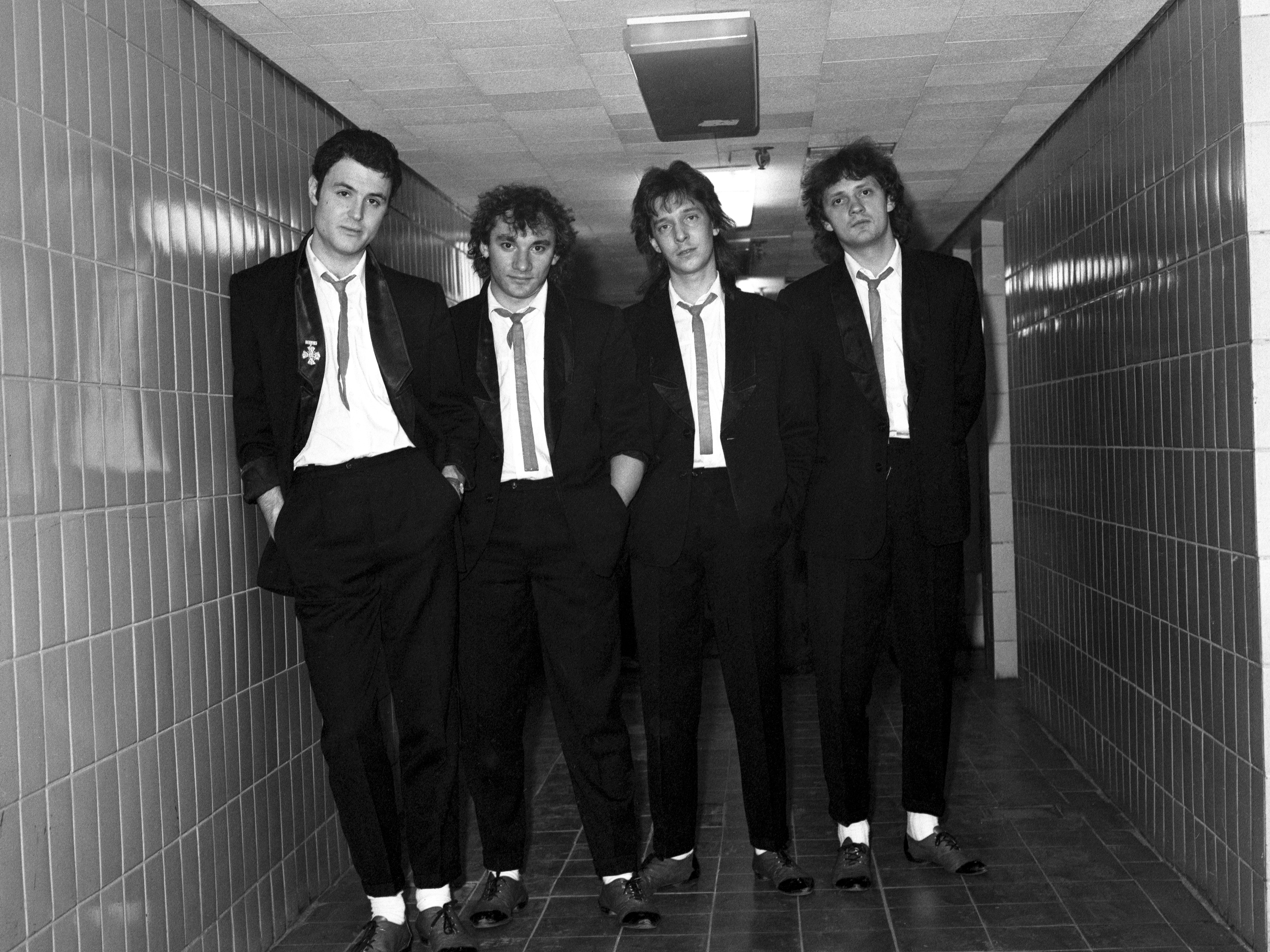
Группа «Секрет»: Максим Леонидов, Николай Фоменко, Андрей Заблудовский и Алексей Мурашов, 1988 год, фото Льва Медведева

В 1983 году стал одним из основателей ставшего популярным бит-квартета «Секрет» (Максим Леонидов, Николай Фоменко, Андрей Заблудовский, Алексей Мурашов), который начал работать профессионально с 1985 года. Параллельно шла его сольная карьера, в 1985 году появился в эфире передачи «Добро пожаловать», а в 1987 году вышел его дебютный сольный релиз, миньон «Признание».
С 1984 года, был ведущим программы Ленинградского телевидения «Кружатся диски». Его соведущим был говорящий попугай Вака. Леонид Парфенов, в газете «Советская культура», отозвался о передаче как о «сделанной умело и со вкусом», также отметив удачный выбор ведущего .
После ухода из группы в 1989 году Максим Леонидов продолжил сольную карьеру.
В 1990 году вместе с первой женой Ириной Селезнёвой репатриировался в Израиль. До 1996 года жил и работал в Тель-Авиве, после чего вернулся в Санкт-Петербург.

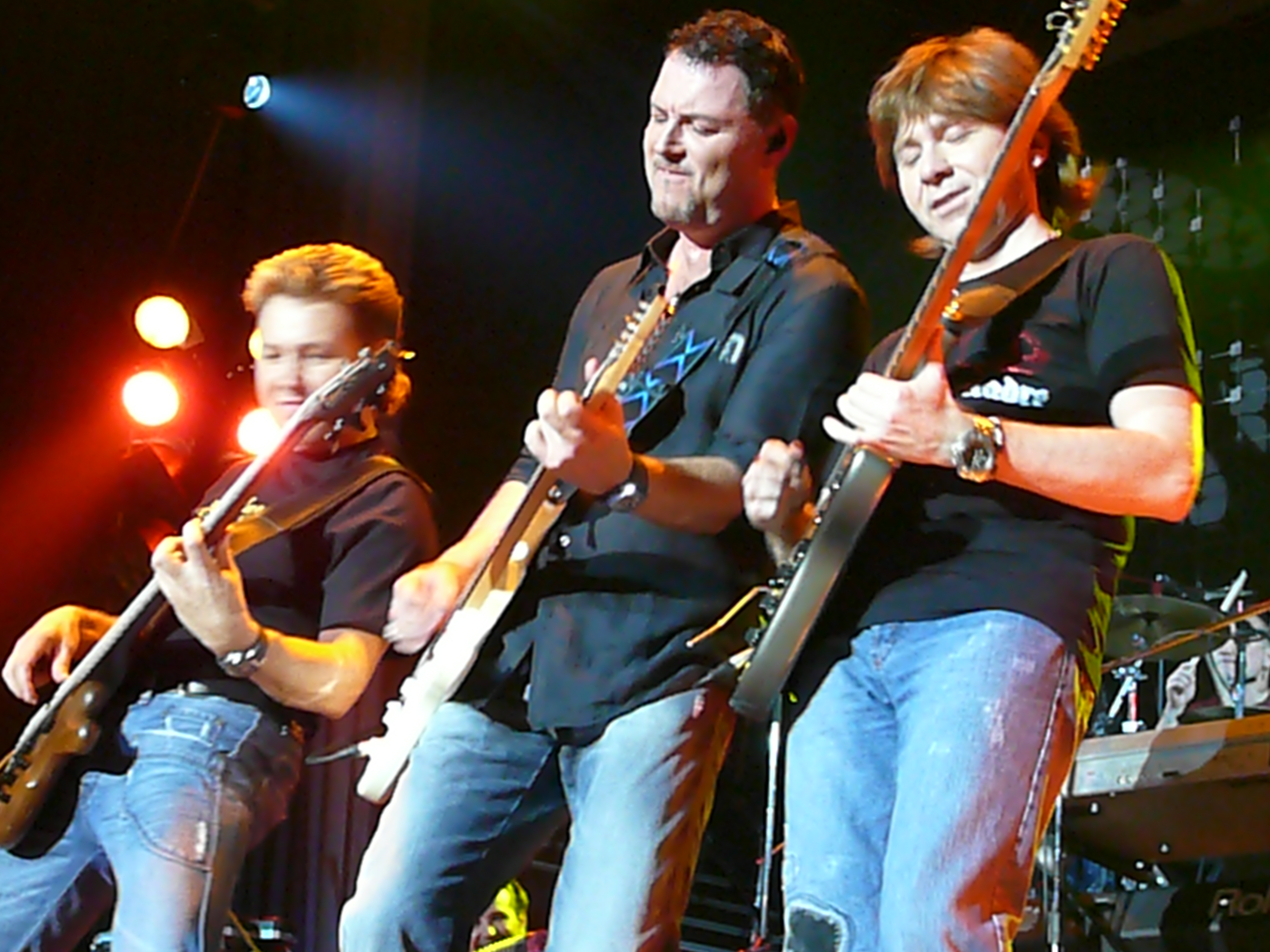
«HippoBand» — Юрий Гурьев, Максим Леонидов, Владимир Густов

Группа Максима Леонидова «Hippoband» основана в марте 1996 года, после возвращения музыканта из Израиля. В мае того же года состоялся их первый концерт.
Костяк группы составили известные, профессиональные музыканты: композитор, гитарист и аранжировщик Владимир Густов (на его студии звукозаписи «Фаворит» записана большая часть альбомов «Hippoband»), клавишник Евгений Олешев (одноклассник Максима по хоровому училищу), басист Юрий Гурьев (знакомый Леонидову ещё по работе в группе «Собрание сочинений» и рок-театре «Секрет»).
Своё нынешнее название коллектив получил только в 2003 году — с выходом альбома Hippopotazm. Название альбома, в свою очередь, возникло случайно, благодаря одной из входящих в него песен — «Hippopotam». Как утверждают музыканты, Владимир Густов, забивая название песни в компьютер, случайно допустил опечатку, нажав на клавишу «Z» — так и возникло это забавное словечко. Тогда Максим и Ко и решили назваться «Hippoband», а логотип группы украсил симпатичный бегемотик («тотемное животное»). Состав группы не менялся с 1997 года, когда первый барабанщик коллектива Евгений Лепендин переехал в Москву для работы с Владимиром Пресняковым, и его место занял молодой музыкант Юрий Сонин.
Периодически продолжает сотрудничество с группой «Секрет» (в основном, в периоды юбилейных дат группы). В 2003 году группа «Секрет» выпустила трибьют-альбом «Секретные материалы», состоящий из кавер-версий ведущих рок-исполнителей страны, для альбома Леонидов написал новую песню «Ничего не исчезает». В апреле 2003 года группа Ber-Linn сняла клип на кавер «Моя любовь на пятом этаже» из трибьюта, в конце клипа появился Максим Леонидов. Клип попал на канал MTV и держался на вершине хит-парада в течение нескольких месяцев (режиссёр — Богдан Дробязко).
В 2009 году вышел сольный альбом музыканта «Дикая Штучка», записанный в Канаде, продюсером альбома выступил Кирилл Широков. 
В марте 2010 года Леонидов получил за песню «Письмо» из альбома ежегодную премию «Чартова Дюжина» Нашего радио в номинации «Поэзия».
В 2012 году музыканты стали записывать новые песни. В 2013 году выпустили первый за 16 лет альбом «Секрет 30», а в 2014 — «Всё это и есть любовь». Кроме заглавной композиции известность получили песни «Забей» и «На любой стороне земли», на которые вышли клипы.
13 февраля 2015 года, в свой день рождения в посольстве Монголии в Российской Федерации получил монгольскую медаль вооруженных сил Монголии «За Родину» 1 степени. Этой чести он удостоился после гастролей в Монголии в мае 2014 года в рамках празднования 75-летия победы на Халхин-Голе. В тот же день в составе бит-квартета «Секрет» Максим получил приз «Чартова дюжина» в номинации «Легенда».
В марте 2022 года, после российского нападения на Украину, вновь переехал в Израиль.

### Взгляды
В 2014 году призывал русский и украинский народ к мирному разрешению вооружённого конфликта на востоке Украины.
На общероссийском голосовании 2020 года голосовал против поправок в Конституцию.
В период протестов в Белоруссии 2020 года присоединился к запущенной в начале сентября на портале Звуки.ру международной акции солидарности музыкантов с протестами под лозунгом «Жыве Беларусь!».
Во время выборов в Государственную Думу VIII созыва был доверенным лицом партии «Яблоко».
В 2022 году выступил против российского вторжения в Украину.

### Личная жизнь
Первая жена (с 1982 или 1983 по 1999) — Ирина Станиславовна Селезнёва (род. 8 сентября 1961), советская, затем израильская актриса кино и театра.
Вторая жена (с сентября 1999 года по 2003 или 2004 год) — Анна Борисовна Банщикова (род. 24 января 1975), российская актриса театра «Современник». Именно Анне музыкант посвятил свою песню «Девочка-видение».
Третья жена — Александра Андреевна Камчатова (род. 6 декабря 1979), российская актриса театра Ленсовета.
- Дочь — Мария Максимовна (род. 2004)
- Сын — Леонид Максимович (род. 2008)[26].

## Работы

### Дискография
Секрет
Hippoband
- 1997 — «Проплывая над городом»
- 1999 — «Не дай ему уйти»
- 2000 — «Лучшие песни 1985—2000»
- 2001 — «Давай закурим!» (альбом военных песен)
- 2001 — «Четверг»
- 2003 — Hippopotazm
- 2004 — «146 минут в России» (концертный альбом)
- 2006 — «Основы фэн-шуя»[27]
- 2008 — «Мир для Марии»
- 2009 — «Дом на горе» (концертный альбом)
- 2011 — «Папины песни»[26]
- 2017 — «Над»[28]

Сольная дискография
- 1987 — «Признание», «Мелодия». Мини-пластинка, включающая 4 песни композитора Якова Дубравина, исполненные Максимом.
- 1992 — מקסים (Maxim). Первый из двух альбомов, вышедших в Израиле, единственный альбом на иврите.
- 1994 — «Шоссе воспоминаний». Второй израильский альбом Максима, на этот раз на русском языке.
- 1996 — «Командир». Альбом, ознаменовавший возвращение Максима Леонидова в Россию. Записан с сессионными музыкантами, продюсером альбома стал Александр Кутиков, работавший в своё время с «Секретом» над записью первого альбома группы.
- 2009 — «Дикая Штучка».
- 2016 — «The Best». В альбом вошло 30 композиций.
- 2021 — «Седьмое небо».

Невышедшие альбомы
В 1990, после ухода из «Секрета», был записан сольный альбом Максима Леонидова с группой «Собрание Сочинений», 6 песен на английском языке, но информации о том, что он когда-либо выходил на пластинке или CD, нет.
Альбомы, совместные с другими артистами
- 2000 — «Пятиугольный грех», песни на стихи Дж. Гуницкого, альбом записан совместно с Борисом Гребенщиковым, «Чиж & Co», Вячеславом Бутусовым, Александром Васильевым и музыкантами «Аквариума» (проект «Террариум»)
- 2003 — «Тонкий шрам на любимой попе», песни М. Фрейдкина, альбом записан совместно с Андреем Макаревичем, Евгением Маргулисом, Алёной Свиридовой, Татьяной Лазаревой и «Оркестром креольского танго»

### Видеография
- 1995 — «2 гантели и 1 утюг»
- 1996 — «Видение»
- 1997 — «Песенка студента»
- 1999 — «Не дай ему уйти»
- 1999 — «Триклозан-карбамидовые сны»
- 1999 — «Волки»
- 2000 — «Вместе невозможно и врозь никак»
- 2000 — «Blue Suede Shoes»
- 2001 — «Махнём не глядя»
- 2001 — «Позывные весны»
- 2003 — «Тонкий шрам на любимой попе»
- 2003 — «Моя любовь на пятом этаже», группа Ber-Linn, в конце клипа.
- 2015 — «Всё это и есть любовь»
- 2020 — «Мон Амур»
- 2021 — «В твоём городе осень»
- 2021 — «Рыжий клоун»
- 2021 — ФАХРТДИНОВ & ЛЕОНИДОВ: Только это важно
- 2022 — «Принцесса»
- 2023 — Israeli Musicians / Pavel Fakhrtdinov - Play! (Nagen!) Павел Фахртдинов / Музыканты Израиля - Играй

### Фильмография
- 1985 — Грустить не надо (музыкальный телефильм) — исполнение песни
- 1985 — Начни сначала — камео
- 1986 — Как стать звездой — ведущий и исполнитель песен в составе бит-квартета «Секрет»
- 1986 — Джек Восьмёркин — «американец» — вокал
- 1989 — Биндюжник и Король — Беня Крик
- 1995 — Игра воображения — вокал
- 1997 — Старые песни о главном 3 — «Бузыкин» / царевич
- 1998 — Дух — Максимилиан фон Штольц
- 2003 — Убойная сила 5 — Белов, известный артист
- 2003 — Демон полдня — Сергей Гладышев
- 2005 — Али Баба и Сорок разбойников (фильм-концерт) — Касым
- 2004 — Одна тень на двоих — композитор
- 2008 — Не пытайтесь понять женщину — Илья Ильич Краснов, ветеринар
- 2011 — Высоцкий. Спасибо, что живой — Павел Леонидов, импресарио Высоцкого
- 2012 — Белая гвардия — усатый офицер
- 2015 — Озабоченные, или Любовь зла — папа Алёны
- 2017 — Найти мужа Дарье Климовой — музыкант Дэн
- 2019 — Цыплёнок жареный — Лёва, шансонье
- 2022 — Капкан на судью — Громов, криминальный бизнесмен

### Театр
Роли
- 1983 — «Ах, эти звёзды!», выпускной спектакль (пародийное ревю) курса Кацмана и Додина в ЛГИТМИКе — пародия на Элвиса Пресли.
- 1983 — «Братья Карамазовы», выпускной спектакль 1983 года курса Кацмана и Додина в ЛГИТМИКе — Иван Карамазов.
- 1989 — «Король рок-н-ролла», постановка рок-театра «Секрет» — Элвис Пресли.
- 1995 — «Иосиф и его потрясающая полосатая рубаха», классический мюзикл Э. Л. Веббера и Т. Райса в постановке Тель-Авивского камерного театра; режиссёр Авраам Феншель — Фараон (на иврите).
- 2004 — «Двое других», по повести А. Аверченко «Подходцев и двое других»; режиссёр Андрей Тупиков (театр «Дом») — Громов.
- 2009 — «Продюсеры», мюзикл М. Брукса в театре Et cetera), режиссёр Дмитрий Белов — Макс Бьялосток, бродвейский продюсер[26][29].
- «Растратчики», мюзикл по одноимённой повести Валентина Катаева — Филипп Степанович Прохоров (также является автором музыки)[26].
- 2013 — «Pola Negri», мюзикл Януша Юзефовича в ДК имени Ленсовета (Санкт-Петербург) — Эрнст Любич, возлюбленный Полы Негри. Московская версия мюзикла состоялась 17 сентября 2014 года в Центральном академическом театре Российской армии.
- 2014 — «Отпетые мошенники», музыкальная комедия; художник-постановщик — М. Смирнова-Несвитская — главная роль (также является автором музыки).

Музыка к спектаклям
- «Мама-кот», музыкальный спектакль. Московский академический театр имени Владимира Маяковского. Премьера состоялась 14 сентября 2013 г. Композитор спектакля — Максим Леонидов.
- «Странствия Нильса». Театр Ленсовета, Санкт-Петербург. Мюзикл по географической сказке Сельмы Лагерлёф «Удивительное путешествие Нильса Хольгерссона с дикими гусями по Швеции». Премьера состоялась 20 декабря 2014 года. Авторы музыки — Максим Леонидов и Александр Шаврин.
- «Крем, джем & Буги-Вуги». Санкт-Петербургский академический театр комедии имени Н. П. Акимова. Детский мюзикл по мотивам приключений героев Марка Твена: Тома Сойера, Гека Финна, Сида и Бекки, перенесённых в 1950-е годы. Режиссёр Андрей Носков. Тексты песен — Александр Шаврин. Премьера — 25 марта 2016 года.
- «Девчонка на миллион». Санкт-Петербургский театр музыкальной комедии. Мюзикл поставлен по фильму «Начальник Чукотки». Тексты песен — Александр Шаврин. Режиссёр — Андрей Носков.

### Телевидение
- В годы перестройки был одним из ведущих программы «Кружатся диски».
- Вместе с другими участниками бит-квартета «Секрет» был сценаристом, ведущим и участником нескольких выпусков телепередачи «Утренняя почта»
- В середине 1990-х годов вместе с Андреем Макаревичем был ведущим телепередачи «Эх, дороги» на РТР.
- Со 2 июля 1998 по 25 января 1999 года был ведущим телеигры «Эти забавные животные» на ОРТ.

## Награды
- 1997 — «Песня года», за песню «Видение»
- 1997 — «Золотой граммофон», за песню «Видение»[30]
- 2009 — Национальная премия «Музыкальное сердце театра» в номинации «Лучший исполнитель главной роли» за роль Макса Бьялостока в мюзикле «Продюсеры»[31]
- 2010 — «Чартова дюжина», за песню «Письмо» в номинации «Поэзия»[32]
- Ведомственная медаль министерства обороны «За Родину» 1-й степени (Монголия, 13 февраля 2015)[12].

## Состав группы «Hippoband»
Постоянный состав:
- Максим Леонидов — вокал, автор песен, гитара, губная гармоника
- Владимир Густов — гитара, вокал, аранжировка
- Евгений Олешев — клавишные, вокал, аранжировка
- Юрий Гурьев — бас-гитара, вокал, директор группы
- Юрий Сонин — ударные
- Евгений Гурьев — гитара

Сессионные музыканты:
- Валерий Шурыгин — баян
- Михаил Жидких — саксофон
- Йоэль Гонсалес — перкуссия
- Павел Иванов — перкуссия
- Виталий Погосян — дудук